# Symplocos tricoccata
Symplocos tricoccata är en tvåhjärtbladig växtart som beskrevs av Nooteboom. Symplocos tricoccata ingår i släktet Symplocos och familjen Symplocaceae. Inga underarter finns listade i Catalogue of Life.